# Hudson Mohawke
Ross Matthew Birchard (Glasgow, 11 de fevereiro de 1986), mais conhecido pelo nome artístico de Hudson Mohawke, é um DJ, compositor e produtor musical escocês. Após assinar contrato com a gravadora G.O.O.D. Music, Mohawke trabalhou com diversos artistas, incluindo Lil' Wayne, Drake, Björk e Christina Aguilera. Em 2016, recebeu atenção da mídia ao trabalhar no disco The Life of Pablo de Kanye West, projeto indicado ao Grammy Award de Melhor Álbum de Rap.